# Liste der Eigenproduktionen von Adult Swim
Diese Liste enthält die Eigenproduktionen des US-amerikanischen Fernsehsenders Adult Swim. Die Adult-Swim-Eigenproduktionen wurden mit mehreren Preisen ausgezeichnet, etwa bei den Emmy Awards.

## Liste
| Titel                                    | Ausstrahlung        |
| ---------------------------------------- | ------------------- |
| The Jellies!                             | 2017–               |
| JJ Villard's Fairy Tales                 | 2020–               |
| Lazor Wulf                               | 2019–               |
| Momma Named Me Sheriff                   | 2019–               |
| Primal                                   | 2019–               |
| Rick and Morty                           | 2013–               |
| Robot Chicken                            | 2005–               |
| The Shivering Truth                      | 2018–               |
| Squidbillies                             | 2005–               |
| Tender Touches                           | 2017–               |
| Tigtone                                  | 2019–               |
| YOLO: Crystal Fantasy                    | 2020–               |
| Beef House                               | 2020–               |
| Black Jesus                              | 2014–               |
| Check It Out! with Dr. Steve Brule       | 2010–               |
| Decker                                   | 2014–               |
| Dream Corp LLC                           | 2016–               |
| The Eric Andre Show                      | 2012–               |
| Joe Pera Talks with You                  | 2018–               |
| Off the Air                              | 2010–               |
| Three Busy Debras                        | 2020–               |
| Your Pretty Face Is Going to Hell        | 2013–               |
| On Cinema at the Cinema                  | 2012–               |
| Teenage Euthanasia                       | 2021                |
| Tuca & Bertie                            | 2021                |
| Birdgirl                                 | noch nicht bekannt  |
| 12 oz. Mouse                             | 2005–06, 2018, 2020 |
| Apollo Gauntlet                          | 2017                |
| Aqua Teen Hunger Force                   | 2001–15             |
| Assy McGee                               | 2006–08             |
| Brad Neely's Harg Nallin' Sclopio Peepio | 2016                |
| The Brak Show                            | 2001–03, 2007       |
| Black Dynamite                           | 2012–15             |
| The Boondocks                            | 2005–14             |
| Childrens Hospital                       | 2010–16             |
| China, IL                                | 2011–15             |
| Delocated                                | 2008–13             |
| The Drinky Crow Show                     | 2007–09             |
| Eagleheart                               | 2011–14             |
| Fat Guy Stuck in Internet                | 2007–08             |
| Frisky Dingo                             | 2006–08             |
| Harvey Birdman, Attorney at Law          | 2001–07, 2018       |
| The Heart, She Holler                    | 2011–14             |
| Home Movies                              | 2001–04             |
| Hot Package                              | 2013–15             |
| The Jack and Triumph Show                | 2015                |
| King Star King                           | 2014                |
| Lucy, the Daughter of the Devil          | 2005–07             |
| Loiter Squad                             | 2012–14             |
| Mary Shelley's Frankenhole               | 2010–12             |
| Metalocalypse                            | 2006–13             |
| Mike Tyson Mysteries                     | 2014–20             |
| Million Dollar Extremes: World Peace     | 2016                |
| Minoriteam                               | 2005–06             |
| Mongo Wrestling Alliance                 | 2011                |
| Moral Orel                               | 2005–08, 2012       |
| Mostly 4 Millennials                     | 2018                |
| Mr. Pickles                              | 2013–19             |
| Neon Joe, Werewolf Hunter                | 2015–17             |
| Newsreaders                              | 2013–15             |
| NTSF:SD:SUV::                            | 2011–13             |
| Perfect Hair Forever                     | 2004–07, 2014       |
| The Restless Bell                        | 2012                |
| The Rising Son                           | 2009                |
| Saul of the Mole Men                     | 2007                |
| Sealab 2021                              | 2001–05             |
| Smiling Friends                          | 2020-               |
| Soul Quest Overdrive                     | 2011                |
| Space Ghost Coast to Coast               | 2001–04             |
| Stroker & Hoop                           | 2004–05             |
| Superjail!                               | 2007–14             |
| Tim and Eric Awesome Show, Great Job!    | 2007–10, 2017       |
| Tim & Eric's Bedtime Stories             | 2013–17             |
| Titan Maximum                            | 2009                |
| Tom Goes to the Mayor                    | 2004–06             |
| Tropical Cop Tales                       | 2018–19             |
| The Venture Bros.                        | 2003–18             |
| Williams Stream                          | 2017–20             |
| Xavier: Renegade Angel                   | 2007–09             |
| You're Whole                             | 2012–13             |